# ナム・ドヒョン
ナム・ドヒョン（朝:  남도현、朝:  南到賢、英:  Nam Dohyon、2004年11月10日 - ）は、韓国出身のアイドル。男性アイドルグループ・BAE173、及び男性ユニット・H&D、男性アイドルグループ・X1の元メンバー。POCKETDOL STUDIO所属。京畿道出身。

## 来歴

### 2018年 - 2019年
- MBCのオーディション番組「UNDER19」に参加し、最終順位12位[1]。
- 5月3日 - 7月19日、Mnetのオーディション番組『PRODUCE X 101』に出演し、最終順位8位でデビューメンバーに選抜[2]。
- 8月27日、「X1」のメンバーとしてミニアルバム「비상(飛翔)：QUANTUM LEAP」でデビュー[3][4]。

### 2020年
- 1月6日、「X1」が解散することを発表した[5]。
- 2月2日、イ・ハンギョルとともに韓国にて初のファンミーティング「Happy Day：Birthday」を開催。
- 2月5日、ユニット「H&D」としてデジタルシングル「Happy Day」をリリースし、音楽番組に出演。
- 4月21日、ユニット「H&D」としてミニアルバム「SOULMATE」でデビュー[6]。
- 5月5日、所属事務所であるMBKエンターテインメントより同年秋にデビュー予定の9人組新人ボーイズグループのメンバーであることが発表された[7]。
- 7月、雑誌「THE STAR」7月号の表紙モデルとして抜擢される。
- 11月19日、9人組ボーイズグループ「BAE173」としてミニアルバム「INTERSECTION：SPARK」でデビュー[8]。

### 2023年
- 3月、所属事務所を相手取り、専属契約効力停止の仮処分を申し立てる[9]。
- 6月22、専属契約効力停止仮処分訴訟に勝訴し、POCKETDOL STUDIOから独立し、BAE173からも事実上脱退した[10]。

## ディスコグラフィ

### 参加楽曲

#### PRODUCE X 101
- 2019年3月21日、X1-MA「_지마（X1-MA）」
- 2019年7月5日、PRODUCE X 101 - 31 Boys 5 Concepts「Monday To Sunday」
- 2019年7月20日 - PRODUCE X 101 - FINAL「소년미 (少年美)」「꿈을 꾼다 (Dream For You)」

#### その他
- 2019年7月31日、ニエル (TEEN TOP)・ナムジュ (Apink)・ドヒョン「운명 Destiny」

## 出演

### テレビ番組
- UNDER19（2018年11月21日 - 2019年2月9日、MBC）
- PRODUCE X 101（2019年5月3日 - 7月19日、Mnet）[2]